# Ablonczy Balázs
Ablonczy Balázs (Budapest, 1974. június 26. –) magyar történész, az ELTE BTK Művelődéstörténeti Tanszék habilitált egyetemi docense. Kutatási területe a két világháború közötti Magyarország története. 2011–2015 között a Párizsi Magyar Intézet igazgatója.

## Pályafutása
Édesapja Ablonczy László, a Nemzeti Színház korábbi igazgatója. PhD fokozatát 2004-ben szerezte, Teleki Pál a két világháború között (1921–1938) témájában.
2002-től 2007-ig a Teleki László Intézet Közép-Európai Tanulmányok Intézetének munkatársa, 2004-től tudományos főmunkatársa volt. 2002 és 2006 között a Pro Minoritate, 2006-tól a Kommentár című folyóirat főszerkesztője. 2007-ben rövid ideig a Pest Megyei Múzeumok Igazgatósága munkatársa Szentendrén, majd a Magyar Tudományos Akadémia Etnikai-Nemzeti Kisebbségkutató intézetének tudományos munkatársa. 2008 óta az MTA Történettudományi Intézetének tudományos munkatársa.
2011. március 1-jén négy évre a párizsi magyar intézet igazgatójának nevezték ki.
A Lendület program 2016. évi, II. kategóriás díjazottja. Az általa vezetett Lendület-kutatócsoport a trianoni békeszerződés 100. évfordulójára készülve a témával kapcsolatos kutatást végez.

## Művei
- Folyamatok a változásban. A hatalomváltások társadalmi hatásai Közép-Európában a XX. században; szerk. Ablonczy Balázs, Fedinec Csilla; Teleki László Alapítvány, Bp., 2005
- Teleki Pál. Budapest, Osiris, 2005
- Pál Teleki – The Life of a Controversial Hungarian Politician. Wayne (NJ), Hungarian Studies Publications, 2007.[2]
- Trianon-legendák. Jaffa, 2010[8]
- A visszatért Erdély, 1940-1944. Jaffa, 2011
- Trianon-legendák; 2. jav. kiad.; Jaffa, Bp., 2015
- A visszatért Erdély, 1940–1944; 2. jav. kiad.; Jaffa, Bp., 2015
- Keletre, magyar! A magyar turanizmus története; Jaffa, Bp., 2016
- A miniszterelnök élete és halála. Teleki Pál, 1879–1941; Jaffa, Bp., 2018 (Modern magyar történelem)
- Ismeretlen Trianon. Az összeomlás és a békeszerződés történetei 1918–1921; Jaffa, Bp., 2020
- Száz év múlva lejár? – Újabb Trianon-legendák; Jaffa, Bp., 2022
- Az utolsó nyár ; Jaffa, Bp., 2024